# 白鳥すわん
白鳥 すわん（しらとり すわん、1999年6月30日 - ）は、日本の元AV女優、ストリッパー。GGに所属していた。東京都出身。

## 略歴・人物
2020年10月7日、SOD専属女優としてAVデビュー。
2022年6月11日、ロック座専属ストリッパーとして同座系列劇場の新宿ニューアートにてストリップデビュー。
趣味はダンス、特技はバレエ、Y字バランス。

## 出演作品

### アダルトDVD
2020年
- 本物バレエ講師【配信専属】SOD新人AVデビュー白鳥すわん（21）（10月7日、SOD）
- SOD女子社員AV出演！超絶軟体！感度MAXの新入社員！（10月16日、SOD） ※門田れみ名義
- 「マジ天使！？」骨折してオナニーできない僕のチ●コは我慢の限界！それを見かねた美人ナースは使命感に駆られたのか優しく手を添えてくれ…9（11月27日、DOC）他出演：塩見彩、堀北わん、葉月桃

2021年
- はだかのバレエ講師 白鳥すわん（5月1日、プラネットプラス）
- 私を抱きしめて…。 隣人に恋したシングルマザー白鳥すわん（7月1日、プラネットプラス）
- 勃起したままの男を一切動かさないS字尻振り騎乗位エステで骨抜きにする美尻エステティシャンVOL.4（10月7日、DANDY）他出演：美波こづえ、四宮繭

### ピンク映画
2023年
- 女まみれ 本番はいります（製作：OP PICTURES／3月3 - 9日、上野オークラ劇場にて公開）共演：伊東紅蘭、岩沢香代、佐々木咲和 他

### ストリップ
香盤順。太字は公演のトリを務めたダンサー。
2022年
- 新宿ニューアート（6月11 - 20日、第5景）共演：早瀬ありす、大谷翔子（現・立葵）、安田志穂、雨宮衣織、鈴木ミント　※デビュー公演
- 浅草ロック座 9結 - 10頭公演『夢幻 - The Tale of Genji - 第二期』（9月21日 - 10月10日、トップバッター）共演：椿りんね、須王愛、橋下まこ、武藤つぐみ、ゆきな、徳永しおり
- 川崎ロック座（11月1 - 10日、第5景）共演：沙羅、空まこと、武藤つぐみ、豊田愛菜、原美織
- 横浜ロック座（12月11 - 20日、第4景）共演：涼宮ましろ、聖京香、ののか、鈴木ミント

2023年
- 浅草ロック座 新春公演『跳！』（1月1 - 31日、トップバッター）共演：沙羅、花井しずく、原美織、鈴木ミント、永澤ゆきの、南まゆ
- 新宿ニューアート（2月21 - 28日、トリ）共演：小向美奈子[注釈 1]、黒崎優、花宮レイ、鈴香音色、橋下まこ[注釈 2]、桜庭うれあ[注釈 3]　※自身初のトリ
- 浅草ロック座 3結 - 4頭公演『FEMME FATALE 3rd season』（3月18日 - 4月10日、第3景）共演：ののか、木葉ちひろ、ゆきな、鈴香音色、武藤つぐみ、徳永しおり[注釈 4][3]
- 横浜ロック座（5月1 - 10日、第4景）共演：mico、水戸かな、小宮山せりな、鈴木ミント
- 川崎ロック座（5月21 - 31日、第5景）共演：前田あこ、倖田李梨、熊野あゆ、花井しずく、鈴木ミント
- 浅草ロック座 6中 - 結公演『REBIRTH』（6月11 - 30日、第2景）共演：橋下まこ、ののか、ゆきな、桜庭うれあ、空まこと、真白希実　※17日の3回目公演終了後アニバーサリーイベントを開催[注釈 5]
- 新宿ニューアート（7月11 - 20日、トリ）共演：熊野あゆ、前田のの、mico、椿りんね、ひなた鈴[注釈 6]　※自身2度目のトリ
- 大阪・東洋ショー劇場（7月21 - 31日、トリ）共演：白石さやか、風花カフカ、花井しずく、小宮山せりな　※首都圏以外における初公演
- 大阪・東洋ショー劇場（8月1 - 10日、トリ）共演：桜庭うれあ、前田あこ、伊東紅蘭、椿りんね　※自身初の同一劇場における異なる公演への連続出演
- 横浜ロック座（8月21 - 31日、トリ）共演：白石さやか、小春、前田のの、須王愛　※横浜ロック座における初のトリ
- 川崎ロック座（9月11 - 20日、トリ）共演：沙羅、鈴香音色、小室りりか、木葉ちひろ、中条彩乃　※川崎ロック座における初のトリ
- 浅草ロック座 10中 - 結公演『まつろわぬもの 第三期』（10月11 - 31日、トップバッター）共演：広瀬あいみ、前田のの、矢沢ようこ、ももせおと、樋口みつは、南まゆ
- 大阪・東洋ショー劇場（11月11 - 20日、トリ）共演：西園寺瞳、坂上友香、宇野莉緒、前田のの
- 大阪・東洋ショー劇場（11月21 - 30日、トリ）共演：大見はるか、永澤ゆきの、中条彩乃、鈴木千里
- 新宿ニューアート（12月1 - 10日、トリ）共演：白石さやか、西園寺瞳、小春、椿りんね、あすかみみ

2024年
- 横浜ロック座（1月1 - 10日、トリ）共演：前田あこ、宇野莉緒、水戸かな、中条彩乃
- 川崎ロック座（1月21 - 31日、トリ）共演：空まこと、庄司ゆり奈、須王愛、あすかみみ、樋口みつは
- 大阪・東洋ショー劇場（2月1 - 10日、トリ）共演：春日えな（現・月形はるひ）、ゆきな、蒼、鈴木千里
- 浅草ロック座 2結 - 3頭公演『Breath 2nd Season』（2月21日 - 3月10日、第2景）共演：春日えな、藤咲茉莉花、広瀬あいみ、大見はるか、鈴木千里、百瀬りこ
- 浅草ロック座 3中 - 結公演『Breath 3rd Season』（3月11 - 31日、第2景）共演：笠木いちか、沙羅、赤西涼、加藤妃乃、木葉ちひろ、松本菜奈実
- 大阪・東洋ショー劇場（4月11 - 20日、トリ）共演：前田あこ、宇野莉緒、春日えな、原美織
- 北九州・A級小倉劇場（4月21 - 30日、トリ）共演：工藤リナ、聖京香、倖田李梨、環　※東阪以外における初公演
- 新宿ニューアート（5月1 - 10日、トリ）共演：瀬能優、小室りりか、立葵、熊野あゆ、木葉ちひろ